# Macedonia, Timiș
Macedonia este un sat ce aparține orașului Ciacova din județul Timiș, Banat, România.

## Istorie
Situată în județul Timiș (fost Timiș-Torontal, plasa Ciacova), Macedonia este o așezare de șes, situată între râurile Timișul Vechi și Timișul Nou, care avea o suprafață (un hotar) de 5.151 iugăre (aproximativ 2.600 de hectare). Locuitorii erau români de religie ortodoxă. Biserică a fost zidită la 1813. Atunci, se semnalau: școală primară, cor bărbătesc. 
Localitatea a fost întemeiată de familia/familii venite din Macedonia (Maczedonia, în maghiară) și apare deja în evidențele papale de dijmă (impozit) de la 1332-1337, sub numele de Machadonia. În 1465 avea 50 de case și se află în proprietatea lui Ladislau Doczy (Vasile Doci?).   
În 1779, urmare a reorganizării administrative operate de administrația austriacă, se alipește județului Torontal.  
În anul 1887, Macedonia a fost aproape complet distrusă de ape (locuințe și anexe), iar terenul agricol a fost pentru mult timp inundat (drenajul este lent, specific Banatului de câmpie). Gospodăriile au a fost refăcute și populația a cunoscut creșterea specifică acelui moment in Europa. 

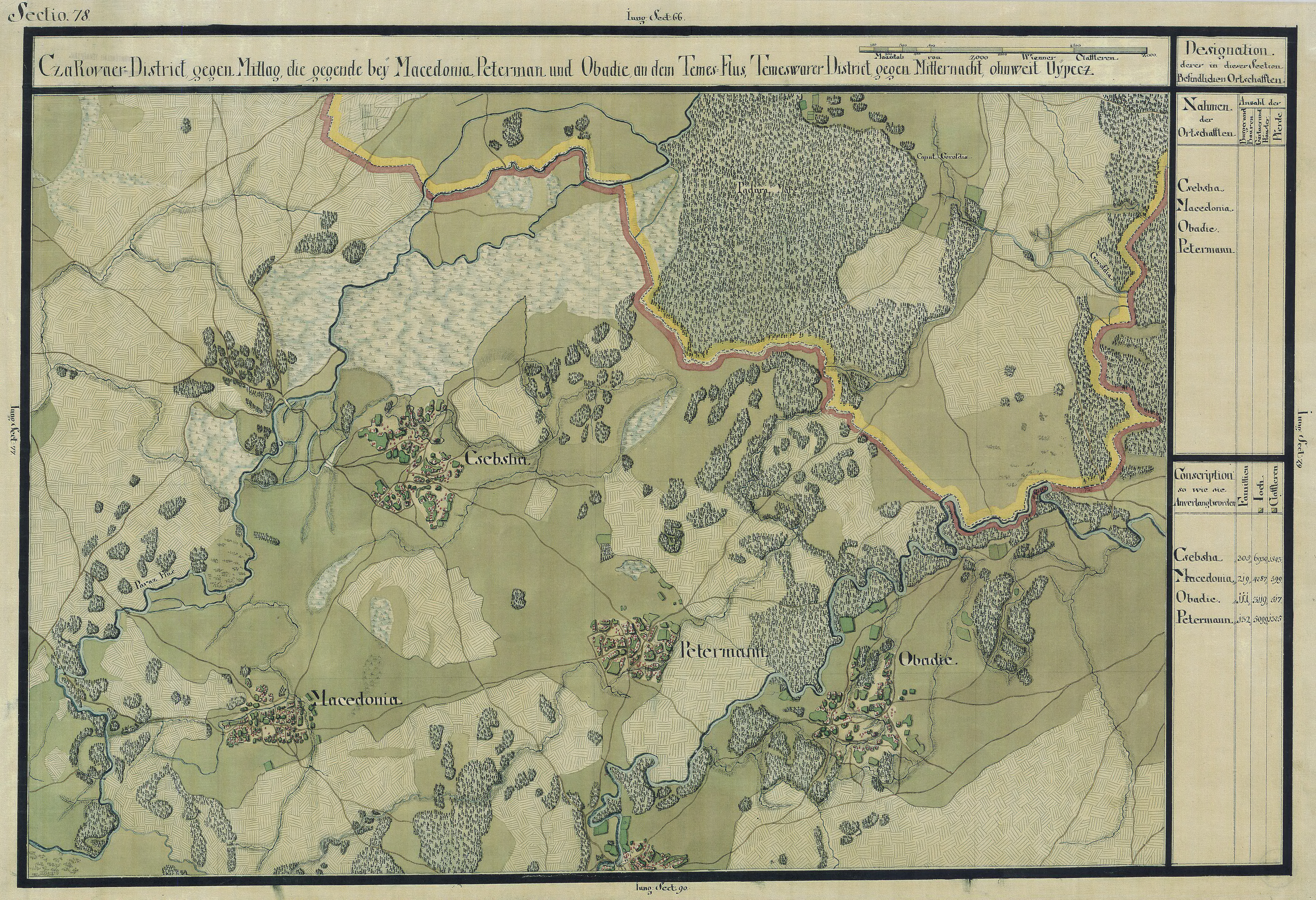
Localitatea Macedonia pe Harta Iosefină a Banatului, 1769 - 1772